# Sportivo olandese dell'anno

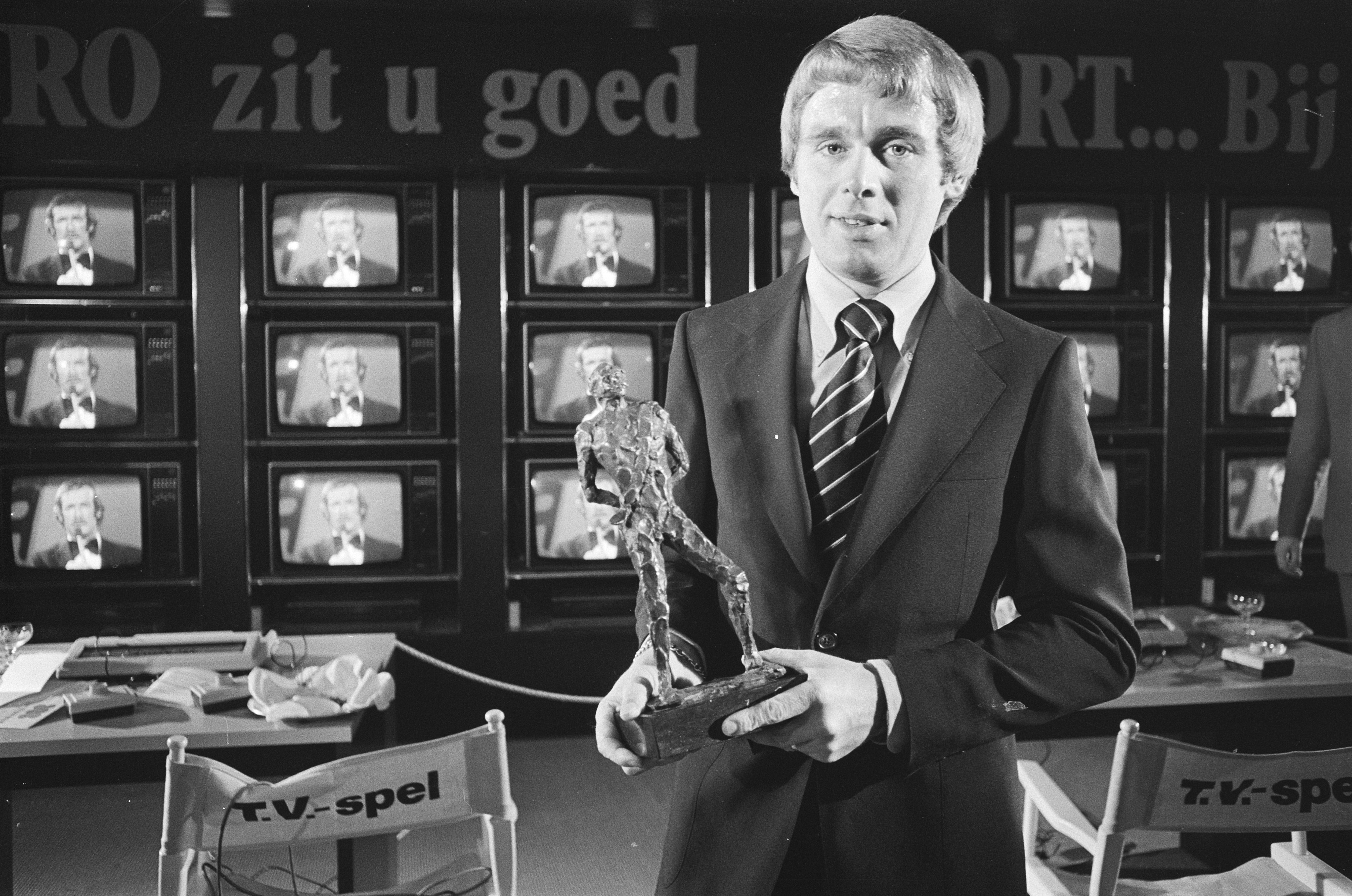
Il ciclista Hennie Kuiper con il premio Jaap Eden nel 1977

Il premio Jaap Eden, noto anche come titolo di sportivo e sportiva olandese dell'anno, è un premio attribuito con cadenza annuale dal 1951 al migliore sportivo di nazionalità olandese.

## Storia
L'elezione è stata ideata dall'AVRO, la televisione pubblica dei Paesi Bassi. Il vincitore è stato inizialmente determinato attraverso un'elezione dei giornalisti sportivi.
Dal 1951 al 1958 non c'era distinzione tra uomini e donne.
Dal 1972 il vincitore riceve una scultura in bronzo di Jits Bakker: il Jaap Eden, dedicata al pattinatore e ciclista olandese.
Dal 1997 le elezioni sono organizzate dalla NOS. I giornalisti sportivi nominano un certo numero di candidati e un vincitore viene scelto dai migliori atleti olandesi. Gli sportivi più illustri sono Anton Geesink, Ard Schenk ed Epke Zonderland, che hanno vinto il premio quattro volte.

## Sportivo dell'anno (1951–1958)
| Anno | Sportivo        | Sport      |
| ---- | --------------- | ---------- |
| 1951 | Abe Lenstra     | calcio     |
| 1952 | Abe Lenstra     | calcio     |
| 1953 | Arie van Vliet  | ciclismo   |
| 1954 | Geertje Wielema | nuoto      |
| 1955 | Mary Kok        | nuoto      |
| 1956 | Klaas Boot      | ginnastica |
| 1957 | Anton Geesink   | judo       |
| 1958 | Gerrit Schulte  | ciclismo   |

## Sportivo e sportiva dell'anno (dal 1959)
| Anno | Sportivo                                          | Sport                                             | Sportiva                                          | Sport                                             |
| ---- | ------------------------------------------------- | ------------------------------------------------- | ------------------------------------------------- | ------------------------------------------------- |
| 1959 | Arie van Houwelingen                              | ciclismo                                          | Sjoukje Dijkstra                                  | pattinaggio di figura                             |
| 1960 | Eef Kamerbeek                                     | atletica leggera                                  | Sjoukje Dijkstra                                  | pattinaggio di figura                             |
| 1961 | Anton Geesink Henk van der Grift                  | judo pattinaggio di velocità                      | Sjoukje Dijkstra                                  | pattinaggio di figura                             |
| 1962 | Henk Nijdam                                       | ciclismo                                          | Sjoukje Dijkstra                                  | pattinaggio di figura                             |
| 1963 | Peter Post                                        | ciclismo                                          | Sjoukje Dijkstra                                  | pattinaggio di figura                             |
| 1964 | Anton Geesink                                     | judo                                              | Sjoukje Dijkstra                                  | pattinaggio di figura                             |
| 1965 | Anton Geesink                                     | judo                                              | Ada Kok                                           | nuoto                                             |
| 1966 | Ard Schenk Kees Verkerk                           | pattinaggio di velocità                           | Ada Kok                                           | nuoto                                             |
| 1967 | Kees Verkerk                                      | pattinaggio di velocità                           | Stien Kaiser                                      | pattinaggio di velocità                           |
| 1968 | Jan Janssen                                       | ciclismo                                          | Ada Kok                                           | nuoto                                             |
| 1969 | Tom Okker                                         | tennis                                            | Maria Gommers                                     | atletica leggera                                  |
| 1970 | Ard Schenk                                        | pattinaggio di velocità                           | Atje Keulen-Deelstra                              | pattinaggio di velocità                           |
| 1971 | Ard Schenk                                        | pattinaggio di velocità                           | Willy Stähle                                      | sci nautico                                       |
| 1972 | Ard Schenk                                        | pattinaggio di velocità                           | Ans van Gerwen                                    | ginnastica                                        |
| 1973 | Johan Cruijff                                     | calcio                                            | Enith Brigitha                                    | nuoto                                             |
| 1974 | Johan Cruijff                                     | calcio                                            | Enith Brigitha                                    | nuoto                                             |
| 1975 | Jos Hermens                                       | atletica leggera                                  | Dianne de Leeuw                                   | pattinaggio di figura                             |
| 1976 | Piet Kleine                                       | pattinaggio di velocità                           | Keetie van Oosten                                 | ciclismo                                          |
| 1977 | Hennie Kuiper                                     | ciclismo                                          | Betty Stöve                                       | tennis                                            |
| 1978 | Gerrie Knetemann                                  | ciclismo                                          | Keetie van Oosten                                 | ciclismo                                          |
| 1979 | Jan Raas                                          | ciclismo                                          | Petra de Bruin                                    | ciclismo                                          |
| 1980 | Joop Zoetemelk                                    | ciclismo                                          | Annie Borckink                                    | pattinaggio di velocità                           |
| 1981 | Hennie Stamsnijder                                | ciclismo (ciclocross)                             | Bettine Vriesekoop                                | tennistavolo                                      |
| 1982 | Gerard Nijboer                                    | atletica leggera                                  | Annemarie Verstappen                              | nuoto                                             |
| 1983 | Rob Druppers                                      | atletica leggera                                  | Conny van Bentum                                  | nuoto                                             |
| 1984 | Stephan van den Berg                              | windsurf                                          | Ria Stalman                                       | atletica leggera                                  |
| 1985 | Joop Zoetemelk                                    | ciclismo                                          | Bettine Vriesekoop                                | tennistavolo                                      |
| 1986 | Hein Vergeer                                      | pattinaggio di velocità                           | Nelli Cooman                                      | atletica leggera                                  |
| 1987 | Ruud Gullit                                       | calcio                                            | Irene de Kok                                      | judo                                              |
| 1988 | Steven Rooks                                      | ciclismo                                          | Yvonne van Gennip                                 | pattinaggio di velocità                           |
| 1989 | Leo Visser                                        | pattinaggio di velocità                           | Elly van Hulst                                    | atletica leggera                                  |
| 1990 | Erik Breukink                                     | ciclismo                                          | Leontien van Moorsel                              | ciclismo                                          |
| 1991 | Arnold Vanderlyde Edwin Jongejans                 | pugilato tuffi                                    | Ingrid Haringa                                    | ciclismo                                          |
| 1992 | Bart Veldkamp                                     | pattinaggio di velocità                           | Ellen van Langen                                  | atletica leggera                                  |
| 1993 | Falko Zandstra                                    | pattinaggio di velocità                           | Leontien van Moorsel                              | ciclismo                                          |
| 1994 | Regilio Tuur                                      | pugilato                                          | Anky van Grunsven                                 | dressage                                          |
| 1995 | Danny Nelissen                                    | ciclismo                                          | Angelique Seriese                                 | judo                                              |
| 1996 | Richard Krajicek                                  | tennis                                            | Ingrid Haringa                                    | ciclismo                                          |
| 1997 | Marcel Wouda                                      | nuoto                                             | Tonny de Jong                                     | pattinaggio di velocità                           |
| 1998 | Gianni Romme                                      | pattinaggio di velocità                           | Marianne Timmer                                   | pattinaggio di velocità                           |
| 1999 | Pieter van den Hoogenband                         | nuoto                                             | Leontien Zijlaard-van Moorsel                     | ciclismo                                          |
| 2000 | Pieter van den Hoogenband                         | nuoto                                             | Leontien Zijlaard-van Moorsel                     | ciclismo                                          |
| 2001 | Erik Dekker                                       | ciclismo                                          | Inge de Bruijn                                    | nuoto                                             |
| 2002 | Jochem Uytdehaage                                 | pattinaggio di velocità                           | Verona van de Leur                                | ginnastica                                        |
| 2003 | Erben Wennemars                                   | pattinaggio di velocità                           | Leontien Zijlaard-van Moorsel                     | ciclismo                                          |
| 2004 | Pieter van den Hoogenband                         | nuoto                                             | Leontien Zijlaard-van Moorsel                     | ciclismo                                          |
| 2005 | Yuri van Gelder                                   | ginnastica                                        | Edith van Dijk                                    | nuoto                                             |
| 2006 | Theo Bos                                          | ciclismo                                          | Ireen Wüst                                        | pattinaggio di velocità                           |
| 2007 | Sven Kramer                                       | pattinaggio di velocità                           | Marleen Veldhuis                                  | nuoto                                             |
| 2008 | Maarten van der Weijden                           | nuoto                                             | Marianne Vos                                      | ciclismo                                          |
| 2009 | Epke Zonderland                                   | ginnastica                                        | Marianne Vos                                      | ciclismo                                          |
| 2010 | Mark Tuitert                                      | pattinaggio di velocità                           | Nicolien Sauerbreij                               | snowboard                                         |
| 2011 | Epke Zonderland                                   | ginnastica                                        | Ranomi Kromowidjojo                               | nuoto                                             |
| 2012 | Epke Zonderland                                   | ginnastica                                        | Ranomi Kromowidjojo                               | nuoto                                             |
| 2013 | Epke Zonderland                                   | ginnastica                                        | Marianne Vos                                      | ciclismo                                          |
| 2014 | Arjen Robben                                      | calcio                                            | Ireen Wüst                                        | pattinaggio di velocità                           |
| 2015 | Sjinkie Knegt                                     | short track                                       | Dafne Schippers                                   | atletica leggera                                  |
| 2016 | Max Verstappen                                    | automobilismo                                     | Sanne Wevers                                      | ginnastica                                        |
| 2017 | Tom Dumoulin                                      | ciclismo                                          | Dafne Schippers                                   | atletica leggera                                  |
| 2018 | Kjeld Nuis                                        | pattinaggio di velocità                           | Suzanne Schulting                                 | short track                                       |
| 2019 | Mathieu van der Poel                              | ciclismo                                          | Sifan Hassan                                      | atletica leggera                                  |
| 2020 | Non assegnato a causa della pandemia di COVID-19. | Non assegnato a causa della pandemia di COVID-19. | Non assegnato a causa della pandemia di COVID-19. | Non assegnato a causa della pandemia di COVID-19. |
| 2021 | Max Verstappen                                    | automobilismo                                     | Sifan Hassan                                      | atletica leggera                                  |
| 2022 | Max Verstappen                                    | automobilismo                                     | Irene Schouten                                    | pattinaggio di velocità                           |
| 2023 | Mathieu van der Poel                              | ciclismo                                          | Femke Bol                                         | atletica leggera                                  |
| 2024 | Harrie Lavreysen                                  | ciclismo                                          | Sifan Hassan                                      | atletica leggera                                  |